# Château de Rambuteau
Le château de Rambuteau est situé dans le territoire de la Commune d'Ozolles, en Saône-et-Loire, sur une hauteur.

## Description
En 1777, Courtépée écrivait : « Le château est environné dans l'espace d'une lieue de 18 domaines neufs, bien bâtis en pierres, couverts de tuiles, dont la porte principale regarde la maison seigneuriale. Il y en a 32 pareils avec leurs aisances dans l'espace de trois lieues à la ronde qui forme l'étendue de la terre de Rambuteau. »
De l'édifice du XVIe siècle, il ne subsiste qu'une tour et une chapelle. Au XVIIIe siècle, la construction était composée d'un corps de logis rectangulaire, flanqué à ses extrémités de deux pavillons du côté de l'entrée et de deux tours circulaires de côté du parc. En 1824, le comte Philibert de Rambuteau pose la première pierre de la reconstruction du château qu'il habite dès 1826. À la fin du XIXe siècle, une restauration complète a permis de rehausser les toitures d'ardoise et de donner aux dômes couronnés de lanternons qui couvraient les tours une forme plus élancée, de décorer de masques les agrafes des fenêtres à linteaux en arc segmentaire, de sculpter d'armoiries le tympan du fronton de l'avant-corps central, d'établir en avant de la façade sur le parc, entre les deux tours, une terrasse à laquelle on accède par un escalier à deux montées convergentes à rampes de fer forgé.
L'intérieur comprend une suite de pièces de style néo-Louis XVI.
La cour qui précède le logis est encadrée de communs couverts de toits à croupes en tuiles plates.
À l'est, s'étend un grand parc paysager agrémenté d'une allée d'eau. Il intègre l'ancienne chapelle redécorée au XIXe siècle.
Le château est une propriété privée et ne se visite pas.
Le 22 février 2000 sont inscrits à l'Inventaire Supplémentaire des Monuments Historiques, le parc, le jardin régulier, le potager, les deux demi-lunes d'entrée (sol, murs, statues, portail et clôtures), incluant les deux étangs de la Glacière et l'étang neuf, le canal et, en totalité, l'orangerie-serre, la glacière, les ruines de la tour.
Le 21 février 2002 sont classés Monuments historiques, le château, les dépendances, y compris le bûcher, la chapelle, les façades et toitures de la ferme.

## Historique

Armes de la famille Barthelot

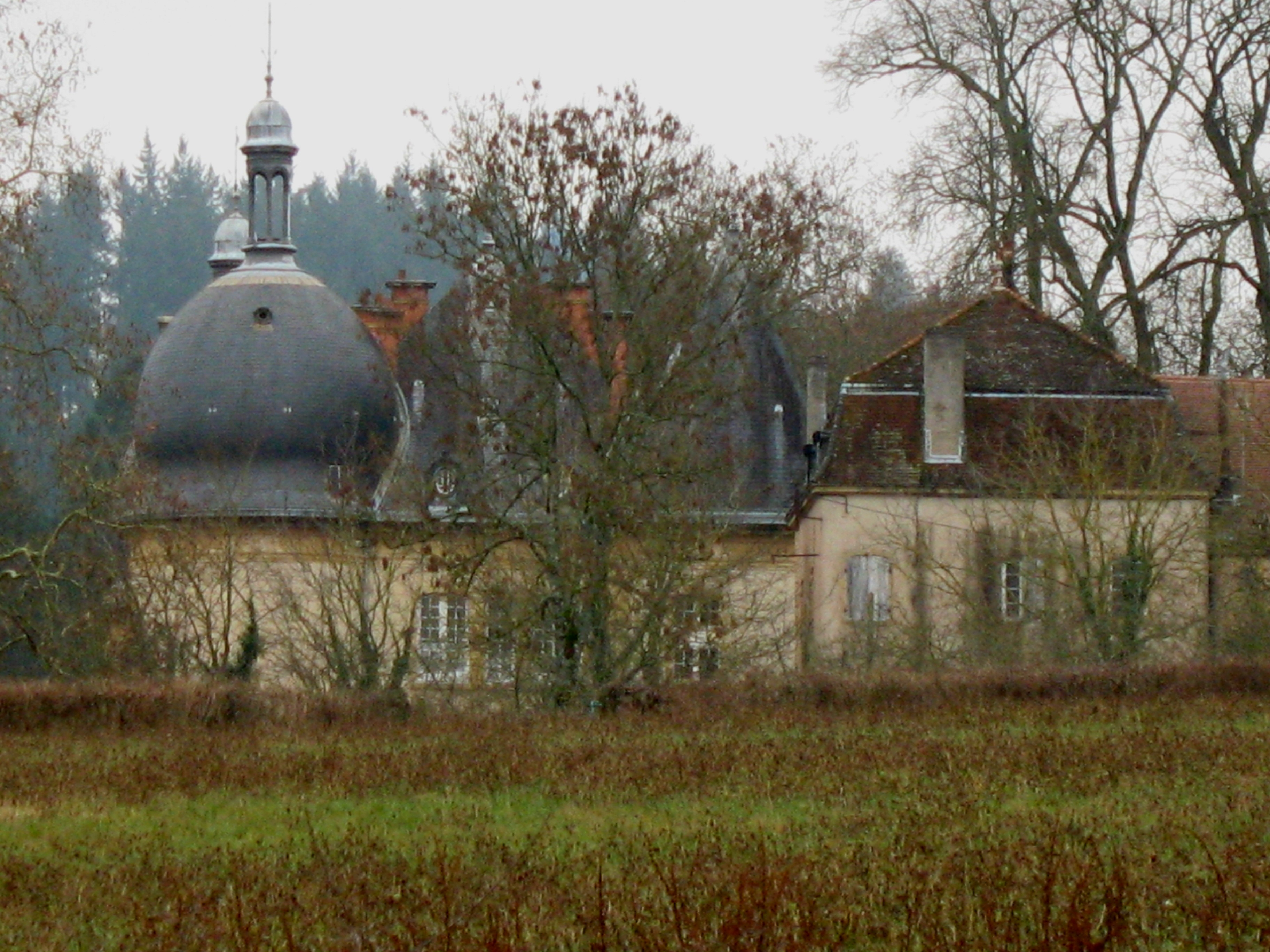
Rambuteau - Côté nord-est

- XVIe siècle : la famille Barthelot se fixe en ces lieux
- 1537 : Claude Barthelot de Rambuteau est procureur du roi à Bois-Sainte-Marie ; ses descendants ont fourni des lieutenants du roi à Mâcon, des conseillers au Parlement de Bourgogne, des officiers aux armées de France.
- 1603 :  le fief de Rambuteau est constitué d'une maison fermée de murailles, fossoyée en quelques endroits, autour de laquelle sont cinq petites tours et pont-levis, plus des terres et des prés.
- 1722 : Claude Barthelot, chevalier, marquis de Rambuteau, brigadier des armées du Roi, lieutenant de la ville de Mâcon, chevalier de Saint-Louis, mestre de camp de cavalerie, lieutenant-colonel commandant le régiment de S.A.S. le prince de Conti, épouse Marguerite de Rotrou; il fait construire une demeure dans un style qui rappelle celui du château de Digoine à Palinges
- de 1815 à 1827 : retiré dans son château, Claude-Philibert Barthelot de Rambuteau effectue des restaurations et plante le parc ; pour cela, il fait appel à l'architecte Paul de Montclos et aux architectes paysagistes Jean-Marie Morel, Aimé Curteni et Duchene ; il avait épousé, en 1808, Marie-Adélaïde-Charlotte de Narbonne, petite-fille naturelle de Louis XV ; il deviendra préfet de la Seine
- 1869 : à sa mort, le préfet laisse trois filles :
  - Claudine Adèle de Rambuteau avait épousé en 1831 Emmanuel de Mesgrigny
  - Marie-Louise-Antoinette de Rambuteau, veuve de Louis Alphonse, comte de Rocca, consacrera sa fortune à la fondation, à Bois-Sainte-Marie, de deux maisons hospitalières pour les vieillards et les orphelins et servit les pauvres sous le nom de Sœur Marie-Louise de Chantal ; elle décédera en 1880 après avoir cédé les deux établissements au département de Saône-et-Loire
  - Amable-Françoise-Barthelot de Rambuteau avait épousé, en 1835, Jean-Jacques-Louis Lombard de Buffières ; leur fils cadet, Philibert-Marie-Edouard Lombard de Buffières, né en 1838, préfet du Pas-de-Calais et de la Haute-Garonne, conseiller d'État de 1875 à 1879, relève le titre de comte de Rambuteau
- 1912 : mort du précédent, sans enfant
- XXe siècle : Amalric-Philibert-Emmanuel Lombard de Buffières, petit-neveu du précédent, comte de Rambuteau, engagé dans la Résistance et déporté en Allemagne ainsi que sa femme et deux de ses fils (Philibert et Maurice) ; mort en 1944[3]
- de nos jours : le château est la propriété du comte Patrice de Rambuteau[4].

## Liens utiles
- Archives du château Rambuteau